# Одеља Халеви
Одеља Халеви (хебр. אודליה הלוי; Рош ХаАјин, 12. фебруар 1989) је израелска телевизијска и филмска глумица.
Одеља Халеви је најпознатија по улози помоћнице окружног тужиоца Саманте Марун у телевизијској серији Ред и закон. Такође је играла лик Анђелике у телевизијској серији Пријатни послови. Такође је играла у телевизијским серијама као што су Добре девојке се револтирају, Мајк и Моли, Нова девојка, МЗИС, МакГивер (2016) и Зашто жене убијају.